# 史載德 (弘治進士)
史載德（1463年—？），字公著，河南開封府鈞州新鄭縣人，民籍，明朝政治人物。

## 生平
河南鄉試第三十名舉人。弘治六年（1493年）中式癸丑科會試第二百一名，三甲第五十六名進士。南京都察院理刑，七年十一月实授南京四川道監察御史，丁憂服闋，十一年十二月復除雲南道，十二年巡按南直隶。

## 家族
曾祖史泰；祖父史敬；父史黽，府同知。母張氏。具庆下。